# Азгар
Азгар (д/н — 1061) — 9-й емір Волзької Болгарії у 1025/1026— 1028 і 1061 роках. Ім'я з арабської мови перекладається як «Блискучий».

## Життєпис
Походив з династії Дуло, суварської гілки. Син еміра Абд ар-Рахмана ібн Муміна. 1025/1026 року після смерті стрийка Ібрагіма за підтримки сардара карсибая Васила повалив іншого стрийка — Ашрафхана, що став новим еміром Волзької Болгарії. При цьому впроваджено новий порядок — надання поваленому в управління якогось міста. Ашрафхану дістався Біляр.
Доволі швидко вплив в державі набув Васил, що отримав в управління важливу область Кашан. Посилення військових в державі викликало невдоволення булгарського купецтва та міської знаті.
У 1028 році почалася війна з чернігівським князем Мстиславом Володимировичем, що мав намір захопити Пониззя Волги. Військам Азгара вдалося завдати поразки флоту з найманими варягами, що намагався захопити Великий Болгар, але Мстислав зайняв Саркел, а звідси перерізав торговельні шляхи булгарам з Кавказом. Це викликало загальне невдоволення, що вилилося у повстання. Перебіг подій достеменно невідомий, але Азгар зрештою зрікся влади на користь Ашрафхана. При цьому сам отримав у володіння місто Сувар.
1061 року внаслідок загального заколоту було повалено Ашрафхана, в результаті Азгар повернувся на трон. Але панував декілька місяців, померши раптово на полюванні. Йому спадкував син Ахад.